# Ken Starr
Kenneth Winston Starr, detto Ken (Vernon, 21 luglio 1946 – Houston, 13 settembre 2022), è stato un avvocato e magistrato statunitense.
Fu avvocato generale degli Stati Uniti dꞌAmerica dal 1989 al 1993, e divenne noto soprattutto per aver presieduto l'indagine sui membri dell'amministrazione Clinton durante l'impeachment.

## Biografia
Nato a Vernon, in Texas da Willie Starr, un ministro della Chiesa di Cristo e birraio, e Vannie Starr, ultimo di tre figli, visse i suoi primi anni nella cittadina texana di Thalia, crescendo poi a Centerville. Intorno al 1960 la famiglia si trasferì a San Antonio e Ken studiò presso la Sam Houston High School. Frequentò l'Università Harding (università privata affiliata alla Chiesa di Cristo), entrando a far parte dei Young Democrats of America e difendendo coloro che protestavano contro la guerra del Vietnam. Starr stesso non fu arruolato a causa della psoriasi.

### Il procedimento diimpeachmentcontro Bill Clinton
Nel 1998 fu nominato procuratore speciale nel procedimento per lo scandalo Whitewater, che avrebbe potuto portare all'impeachment del presidente Bill Clinton, formulando undici capi di accusa nei confronti del presidente.

## Vita privata
Nel 1970 Starr sposò Alice Mendell, ebrea di nascita ma convertita al cristianesimo.